# Saint-Léonard-des-Parcs
Saint-Léonard-des-Parcs és un municipi francès situat al departament de l'Orne i a la regió de Normandia. L'any 2007 tenia 68 habitants.

## Demografia

### Població
El 2007 la població de fet de Saint-Léonard-des-Parcs era de 68 persones. Hi havia 28 famílies de les quals 8 eren unipersonals (8 homes vivint sols), 12 parelles sense fills i 8 parelles amb fills.
La població ha evolucionat segons el següent gràfic:
Habitants censats

### Habitatges
El 2007 hi havia 43 habitatges, 28 eren l'habitatge principal de la família, 9 eren segones residències i 6 estaven desocupats. 38 eren cases i 3 eren apartaments. Dels 28 habitatges principals, 9 estaven ocupats pels seus propietaris, 8 estaven llogats i ocupats pels llogaters i 12 estaven cedits a títol gratuït; 1 tenia una cambra, 1 en tenia dues, 6 en tenien tres, 6 en tenien quatre i 15 en tenien cinc o més. 11 habitatges disposaven pel capbaix d'una plaça de pàrquing. A 16 habitatges hi havia un automòbil i a 12 n'hi havia dos o més.

### Piràmide de població
La piràmide de població per edats i sexe el 2009 era:
| Homes | Edats   | Dones |
| ----- | ------- | ----- |
| 0     | 95 o +  | 0     |
| 0     | 90 a 94 | 0     |
| 0     | 85 a 89 | 0     |
| 0     | 80 a 84 | 0     |
| 0     | 75 a 79 | 0     |
| 4     | 70 a 74 | 0     |
| 4     | 65 a 69 | 0     |
| 0     | 60 a 64 | 4     |
| 0     | 55 a 59 | 0     |
| 0     | 50 a 54 | 0     |
| 4     | 45 a 49 | 4     |
| 0     | 40 a 44 | 0     |
| 4     | 35 a 39 | 0     |
| 4     | 30 a 34 | 4     |
| 4     | 25 a 29 | 4     |
| 0     | 20 a 24 | 0     |
| 0     | 15 a 19 | 0     |
| 0     | 10 a 14 | 0     |
| 0     | 5 a 9   | 4     |
| 0     | 0 a 4   | 0     |

## Economia
El 2007 la població en edat de treballar era de 51 persones, 38 eren actives i 13 eren inactives. De les 38 persones actives 35 estaven ocupades (20 homes i 15 dones) i 3 estaven aturades (2 homes i 1 dona). De les 13 persones inactives 4 estaven jubilades, 3 estaven estudiant i 6 estaven classificades com a «altres inactius».
Activitats econòmiques
Dels 4 establiments que hi havia el 2007, 1 era d'una empresa de fabricació d'altres productes industrials, 1 d'una empresa de serveis i 2 d'entitats de l'administració pública.
L'any 2000 a Saint-Léonard-des-Parcs hi havia 6 explotacions agrícoles.

## Poblacions més properes
El següent diagrama mostra les poblacions més properes.